# 1547年叛逆法令
《1547年叛逆法令》（英語：Treason Act 1547；1 Ed. 6 c.12）是英格蘭國會制定的一項法令。該法令首次確立了需要兩名證人來證明叛逆罪的規則，這一規則今仍然存在於美國憲法中。

## 條文

### 廢除新罪行
在亨利八世（r. 1509–1547）統治期間，法規激增，立法訂立了許多新形式的叛逆罪。在他的繼任者愛德華六世即位的第一年，議會通過了這項法令，廢除了所有類型的叛逆罪，除了：
1. 本法令所包含的[1]，
2. 《1351年叛逆法令》中的[1]，
3. 包含贋製錢幣或偽造國君御璽的叛逆罪。[2]

該法令還廢除了在亨利統治時期訂立的所有新的重刑罪（felony）。

### 兩名證人規則
該法令第22條規定，要以叛逆（high treason）、輕微叛逆（petty treason）或隱匿叛逆（misprision of treason）的罪名提控、提審或定罪，檢方必須「由兩名充分且合法的證人指控」。然而，證人不需曾親眼目睹該罪行公開的作為。
這條規則在1554年被廢除，除了《1554年叛逆法令》下的叛逆罪。然而，它後來在《1661年煽動法令》（Sedition Act 1661）及《1695年叛逆法令》中被採用，後者由於其起源於大英帝國的美國繼承。1787年，美國憲法第三條中包含了兩名證人規則的一個版本，其中補充說，兩名證人必須見證相同的公開的作為。第三條規定：「任何人不得被裁定叛逆罪名成立，除非有兩名證人對同一公開作為的證供或公開法庭上的供認。」
《1695年叛逆法令》中訂定的規則在1709年擴展至蘇格蘭，在1821年擴展至愛爾蘭，儘管在1800年因企圖弒君的案件而廢除了該規則。它在大不列顛（由1821年起在整個聯合王國）一直有效，直到1945年被《1945年叛逆法令》廢除。
在1945年國會通過《1945年叛逆法令》期間，內政大臣唐納·薩姆維爾爵士（Sir Donald Somervell）對廢除該規則的解釋如下：
|  | It is, presumably, based on the idea that one witness may be unreliable, whereas, on the other hand, if you allege two overt acts, and if you have one witness of each, then the two unreliabilities are taken as adding up to a sufficient certainty. It was very much criticised from the moment it was enacted. |

### 该法令下的新罪行
該法令訂立了三種新的叛逆罪：
1. 稱國王不是教會的最高領袖是非重刑罪（misdemeanour），再次犯這樣的罪行是重刑罪（felony），第三次便是叛逆罪。[12]以書面形式如此聲稱是初犯即屬叛逆罪。[13]
2. 企圖剝奪國王或其世襲繼承人的名銜，或者稱其他人應該成為國王，皆屬叛逆罪。[13]
3. 根據《1543年皇位繼承法令》，干擾皇位繼承即屬叛逆罪。[14]

這些規定都被《1553年叛逆法令》廢除，這是瑪麗一世統治時期通過的第一部法令。然而，上述第2項很快在《1554年叛逆法令》中重新訂定。《1554年叛逆法令》也將「稱國君不應擁有其名銜」訂為犯罪，初犯可處終身監禁，再犯即屬叛逆；如果以書面形式作出，初犯即屬叛逆。

### 其他條文
第19條規定，必須在犯罪後30天內（如果被控人在境外，則為6個月）內對僅由「公開宣講或僅言詞」構成的叛逆罪提出檢控。
該法令第20條為普通法中的隱匿叛逆（misprision of treason）罪提供了法定依據。
第21條把將法國事實上的君主稱為「法國國王」定為合法。在當時，英格蘭國王一直主張自己擁有「法國國王」頭銜，不承認法國君主的合法性，直到1801年才正式放棄該主張。

## 外部連結
- Tomlins, Thomas Edlyne; Raithby, John.  [1 Edw. VI. - A.D. 1547 Chapter XII]. The Statutes at Large, of England and of Great Britain: from Magna Carta to the Union of the Kingdoms of Great Britain and Ireland III. London, Great Britain: George Eyre and Andrew Strahan. 1811: 491-499. OCLC 15609908.